# Limnodriloides winckelmanni
Limnodriloides winckelmanni is een ringworm uit de familie van de Naididae. De wetenschappelijke naam van de soort is voor het eerst geldig gepubliceerd in 1914 door Michaelsen.